# Helixanthera sessiliflora
Helixanthera sessiliflora là một loài thực vật có hoa trong họ Loranthaceae. Loài này được (Merr.) Danser mô tả khoa học đầu tiên.